# آدریان دریا ۱
آدریان دریا ۱ (به انگلیسی: Adrian Darya 1) با نام پیشین گِرِیس۱ (به انگلیسی: grace1) ابرنفتکش پانامایی ساخت شرکت هیوندای کره جنوبی است که در اجاره ایران بود. این کشتی پس از توقیف در جبل الطارق به آدریان دریا تغییر نام داد.

## توقیف و آزادسازی
در سیزده تیرماه ۱۳۹۸ نفتکش ایرانی با ۲ میلیون بشکه نفت در جبل‌الطارق با دخالت نیروی دریایی انگلیس، توقیف شد.
دلیل توقیف این نفتکش انتقال سوخت از ایران به سوریه و نقض تحریم‌های بین‌المللی علیه سوریه اعلام شد. امری که ایران آن را انکار کرد. 
بعد از مقابله به مثل ایران و توقیف یک نفتکش انگلیسی در خلیج فارس در اواخر مرداد ۹۸ اعلام شد که دادگاهی در جبل‌الطارق حکم آزادسازی این ابرنفتکش را صادر کرده‌است و نفتکش به‌طور رسمی از توقیف درآمد. اعلام شد که تعهد داده شده که نفت کشتی به سوریه نخواهد رفت. حکمی که با مخالفت آمریکا روبرو شد.
این نفتکش‌پس از آزادسازی با نام آدریان دریا ۱ و با پرچم ایران به سمت شرق مدیترانه شروع به حرکت کرد.
در اواسط شهریور ماه سال ۱۳۹۸ اما گزارش شد که کشتی نفت خود را در بندر طرطوس سوریه تخلیه و جمهوری اسلامی تعهد خود را نقص کرده‌است. خبر تخلیه نفت در سوریه به تأیید وزارت خارجه جمهوری اسلامی نیز رسید.
در تاریخ ۱۳ سپتامبر ۲۰۱۹ مورگان اورتاگوس سخنگوی وزارت امور خارجه آمریکا گفت که آدریان دریا محموله نفتی خود را در سوریه تخلیه کرد. بر اساس گفته‌های این مقام آمریکایی در پاسخ به پرسشی که در مورد محل کنونی نفتکش آدریان دریا پرسیده شد گفت که این هفته گزارش‌ها حاکی از آن بود که نفتکش در نزدیکی سواحل سوریه لنگر انداخته و افزود: «همان‌طور که همواره گفته بودیم، مقصد نفتکش از اول هم سوریه بود».
تصاویر ماهواره ای منتشر شده از سوی آمریکا نیز کشتی را در ۴ کیلومتری بندر طرطوس نشان می‌داد. کشتی فوق از اواسط مسیر اقدام به خاموش کردن رادارهای خود کرده بود. لندن در صورت صحت داشتن این مسئله خلف وعده جمهوری اسلامی را ورشکستگی اخلاقی وصف کرد.

## پیامدها
در تاریخ ۱۱ سپتامبر ۲۰۱۹ بریتانیا سفیر ایران در این کشور را در اعتراض به فروش نفت «آدریان دریا» به سوریه احضار کرد.